# 尼五山
尼五山（あまござん）とは、室町時代に五山の制に倣って臨済宗の尼寺に導入された特別の寺格。尼寺五山（あまでらござん）という。
京都五山・鎌倉五山に倣って京都と鎌倉に各5ヶ寺が定められた。
『蔭凉軒日録』によると、京都の尼五山として景愛寺、護念寺、檀林寺、恵林寺、通玄寺の五寺、鎌倉の尼五山として太平寺、東慶寺、国恩寺、護法寺、禅明寺が定められた。
なお、比丘尼御所とは本来性格の異なるものであるが、後世になり混同されるようになったとされる。

## 京都尼五山
京都の尼五山は「京兆五山」ともいう。なお、僧の五山のような秩序だったものと考えられてきたが、室町中期に焼失したまま廃寺になった寺院も含まれるなど各寺院が揃っていた時期が短期間だったという指摘があり、むしろ筆頭とされた景愛寺の影響力が特に大きかったことがそのように考えられてきた背景にあるとされる。
- 景愛寺 - 京都尼五山の筆頭[3]。景愛寺の子院であった寺院に大聖寺と宝鏡寺がある[3]。
- 護念寺 - 第二位
- 檀林寺 - 第三位。なお嵯峨野にある檀林寺は無関係。
- 恵林寺 - 第四位
- 通玄寺 - 第五位。通玄寺の子院に曇華院がある[3]。

## 鎌倉尼五山
- 太平寺　-　第一位
- 東慶寺　-　第二位
- 国恩寺　-　第三位
- 護法寺　-　第四位
- 禅明寺　-　第五位